# Арним-Бойценбург, Адольф фон
Граф Дитлов Фридрих Адольф фон Арним-Бойценбург (нем. Dietlof Friedrich Adolf Graf von Arnim-Boitzenburg; 1832—1887) — немецкий политик, член германского рейхстага.
Дитлов Фридрих Адольф фон Арним-Бойценбург родился в Бойценбургер-Ланде в родовом Бойценбургском замке 12 декабря 1832 года.
С 1851 года Арним-Бойценбург изучал право в университетах Геттингена, Бонне и Берлине.
В 1864 году во время войны против Дании он состоял ординарцем при главнокомандующем прусской армии принце Фридрихе Карле Николае, а позже прикомандирован к генералу Герварту и принимал участие в занятии острова Альзена (ныне Альс).
В августе 1864 года Адольф фон Арним-Бойценбург поступил на службу в министерство внутренних дел, в 1868 году был ландратом Темплинского округа.
В 1870 году принял участие в походе против Франции, состоя ординарцем при штабе 3-го армейского корпуса.
В марте 1873 года был президентом Мецского округа в Эльзас-Лотарингии.
В 1874 году назначен обер-президентом провинции Силезия. В этом звании он оставался до 1877 года, когда вследствие конфликта своего двоюродного брата, графа Гарри фон Арнима, с князем отто фон Бисмарком был вынужден выйти в отставку.
По смерти отца в 1868 году, как наследник майората, был призван в прусскую верхнюю палату. Арним-Бойценбург был членом северогерманского рейхстага от Рупин-Темплинского избирательного округа и в 1871 году был избран тем же округом в немецкий рейхстаг. Сначала он держался далеко от всех фракций, но потом присоединился к имперской партии. В 1879 и 1880 был президентом рейхстага, но весной 1881 отклонил от себя вторичный выбор, потому что не хотел вести дела сообща с одним из членов центра.
В 1875 году был членом чрезвычайного, а в 1879 году постоянного генерального синода, избравшего его своим президентом. Вместе с тем он был членом синодального совета.
Дитлов Фридрих Адольф фон Арним-Бойценбург скончался 15 декабря 1887 года в родном городе в возрасте 55 лет.